# USS Clamagore (SS-343)
Za druga plovila z istim imenom glejte USS Clamagore.
USS Clamagore (SS-343) je bila jurišna podmornica razreda balao v sestavi Vojne mornarice Združenih držav Amerike.
Podmornica se trenutno nahaja kot eksponat v sklopu Patriot's Point Naval & Maritime Museum (Charleston, Južna Karolina).